# Каратыш
Караты́ш (в переводе с башкирского — «Чёрный камень»; укр. Каратиш) — река на территории Украины, левый приток реки Берды (бассейн Азовского моря).
Длина — 41 километр. Площадь водосборного бассейна — 458 км², уклон реки — 5,4 м/км. Долина реки трапециевидная шириной до 3 км. Пойма маловыразительная. Русло умеренно извилистое шириной до 5 м. Используется для технического водоснабжения и орошения.
Течёт на территории Бильмакского района Запорожской области, Никольского и Мангушского районов Донецкой области.
В устье — село Стародубовка (Мангушский район Донецкой области).
Сток регулируется прудами. Осуществляется залужение берегов.
Вдоль правого берега реки Каратыш расположено отделение Украинского государственного степного естественного заповедника «Каменные могилы».